# Dio (Sanaba)
Pour les articles homonymes, voir Dio.
Dio est un village du département et la commune rurale de Sanaba, situé dans la province des Banwa et la région de la Boucle du Mouhoun au Burkina Faso.

## Géographie

### Démographie
- En 2003, le village comptait 2 107 habitants estimés[2].
- En 2006, le village comptait 2 296 habitants recensés[1].